# Les Foot Maniacs
Les Foot Maniacs est une série de bande dessinée humoristique créée par Jenfèvre et Sulpice puis reprise par d'autres dessinateurs et scénaristes comme Saive ou Béka.

## Albums
- Tome 1 de Jenfèvre et Sulpice — 1er janvier 1997, 48 pages
- Tome 2 de Jack et Béka — 1er mai 2004, 48 pages
- Tome 3 de Jack et Béka — 1er avril 2005, 48 pages
- Tome 4 de Saive et Béka — 18 mai 2006, 48 pages
- Tome 5 de Saive et Béka — 25 avril 2007, 48 pages
- Tome 6 de Saive et Béka — 14 mai 2008, 48 pages
- Tome 7 de Saive et Béka — 13 mai 2009, 48 pages
- Tome 8 de Saive, Jenfèvre, Sulpice et Cazenove — 26 mai 2010, 48 pages
- Tome 9 de Saive, Jenfèvre, Sulpice et Cazenove — 25 mai 2011, 48 pages
- Tome 10 de Saive, Jenfèvre, Sulpice et Cazenove — 9 mai 2012, 48 pages
- Tome 11 de Saive, Jenfèvre, Sulpice et Cazenove — 15 mai 2013, 48 pages
- Tome 12 de Saive, Jenfèvre, Sulpice et Cazenove — 21 mai 2014, 48 pages
- Tome 13
- Tome 14
- Tome 15
- Tome 16
- Tome 17
- Tome 18
- Tome 19
- Tome 20
- Tome 21
- Tome 22
- Tome 23

## Histoire
La famille Dubut est une famille de passionnés de football. Le père, Marcel, entraîne les poussins du club du FC Palajoy où joue son fils cadet, Jean-Pierre. Le fils aîné, Michel, joue dans l'équipe des adultes mais est meilleur gaffeur que joueur. La mère, Gisèle, est là pour soigner les blessures et laver les maillots.
À partir du tome 6, la famille Dubut devient millionnaire en gagnant au loto. Marcel en profite pour acheter trois joueurs professionnels pour le FC Palajoy : les attaquants Henry Hytirre et Aziz Trétrégai et le gardien Grégory Bouklet.
Dans le tome 8, Dominique Raymond, entraîneur de l'équipe de France, se fait transférer au FC Palajoy. Dans le club il multiplie les gaffes comme sa formation en 8-12-6 ou encore son ventilateur pour propulser le ballon dans les filets. Le club va t-il s’améliorer ou descendre dans les profondeurs du classement?
Puis dans le tome 9, Marcel réussi à se débarrasser de Dominique Raymond en l'endormant et en le mettant dans un bateau en direction de l'Afrique du Sud. Mais seulement le nouveau soigneur Georges Ouatèlse (qui avait endormi Dominique Raymond) a une manie d'endormir tous les blessés. Et Gisèle, la femme de Marcel, qui surveille tous les comptes du club, mais comment peut-on faire une 3e mi-temps ?